# Gilles de Backere

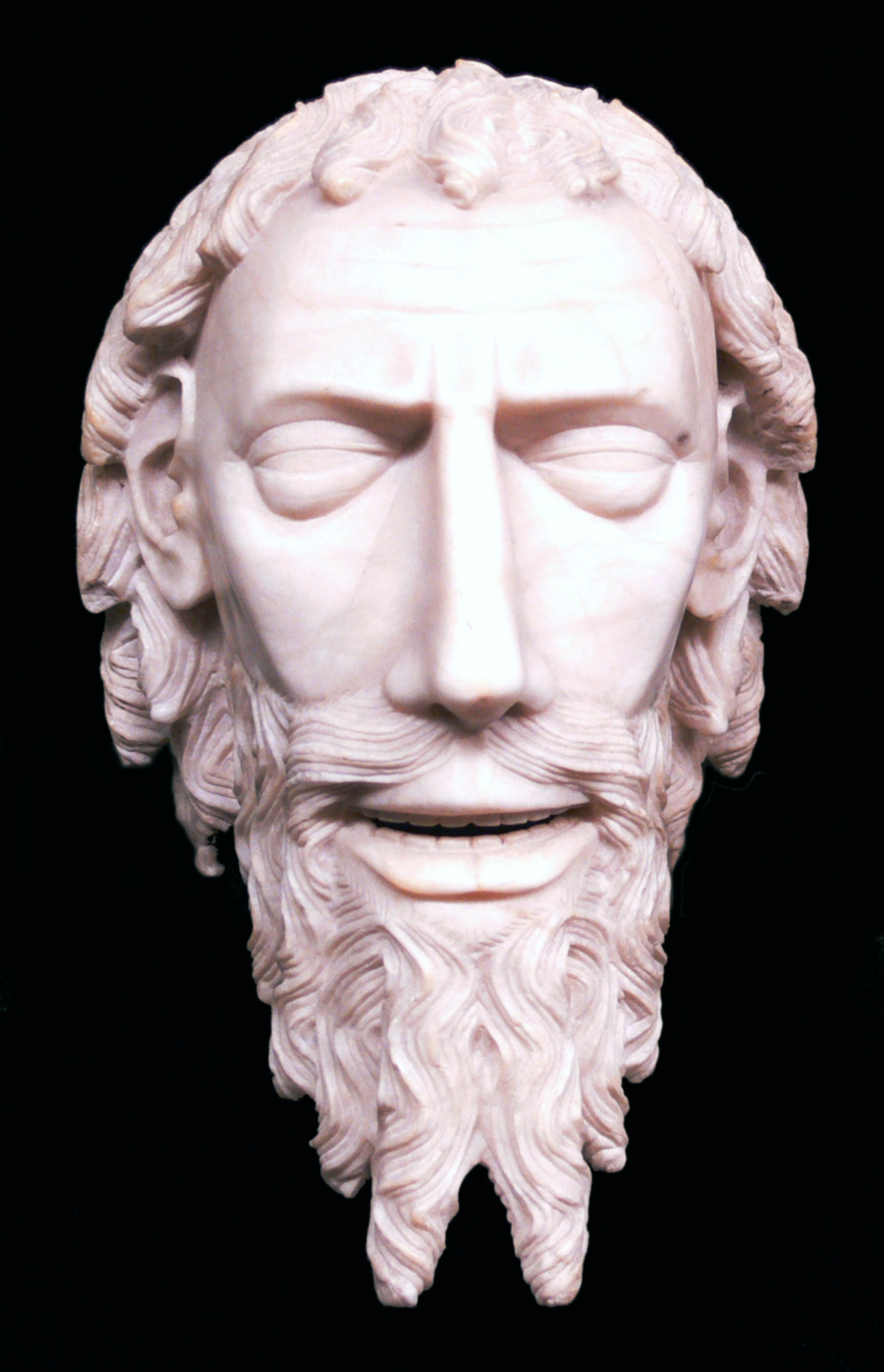
Hoofd van Johannes de Doper, ca. 1430

Gilles de Backere (fl. 1430) was een Zuid-Nederlands albastsnijder die in Brugge verbleef. Hij was in dienst van hertog Filips de Goede en maakte het graf van diens eerste echtgenote Michelle van Valois, die in Gent was overleden en er begraven werd in de verdwenen Sint-Baafsabdij. Hij maakte het albasteren grafbeeld en een viertal pleuranten, maar stierf waarschijnlijk tijdens dit werk. Het graf werd in elk geval na 1442-43 voltooid door een andere Bruggeling, Tydeman Maes. De Beeldenstorm betekende een vroegtijdig einde voor de grafsculpturen; enkel een deel van de grafplaat is nog bewaard in de crypte van de Sint-Baafskathedraal.
Recent is De Backere tentatief vereenzelvigd met de enigmatische Meester van het Rimini-altaar, wiens werk opvallende gelijkenissen vertoont met Vlaamse Primitieven als de Meester van Flémalle en Jan van Eyck. Hij had een groot atelier dat zijn productie naar heel Europa exporteerde. Bekend is zijn verfijnde kruisigingsgroep voor de Santa Maria delle Grazie te Covignano (bij Rimini), die in 1913 terechtkwam in het Liebieghaus (Frankfurt am Main). Gelijkaardige groepen die hij moet gemaakt hebben, zijn in de loop der tijden uit elkaar gehaald en afzonderlijk verhandeld:
- Hoofd van Johannes de Doper (Bayerisches Nationalmuseum)
- Drie Maria’s (Nationaal Museum van Warschau)
- Maria Magdalena aan de voet van het kruis (Metropolitan Museum of Art)
- Rouwende maagd (Sint-Bartholomeuskerk, Clerques)
- Petrus (Museum für Angewandte Kunst, Frankfurt am Main)
- Sint-Filip (J. Paul Getty Museum)
- Goede dief (privécollectie)

Hij maakte ook twee Piëta's die mogelijk op zichzelf stonden (één is nu in het Victoria and Albert Museum en een ander in de Tempio Malatestiano te Rimini)